# Zanokcica języcznik
Zanokcica języcznik, języcznik zwyczajny (Asplenium scolopendrium L.), zwyczajowo nazywany także językiem jelenim – gatunek paproci należący do rodziny zanokcicowatych. W XX wieku gatunek był zwykle klasyfikowany do rodzaju języcznik Phyllitis. Roślina bywa uprawiana.

## Rozmieszczenie geograficzne
Występuje w Azji, Europie i północnej Afryce. W Polsce występuje rzadko: głównie w Karpatach i na Wyżynie Krakowsko-Częstochowskiej. Nieliczne stanowiska ma także na Pogórzu Kaczawskim w Sudetach oraz na Roztoczu. Jedynym w Sudetach miejscem występowania paproci jest rezerwat przyrody „Wąwóz Myśliborski koło Jawora”.

## Morfologia

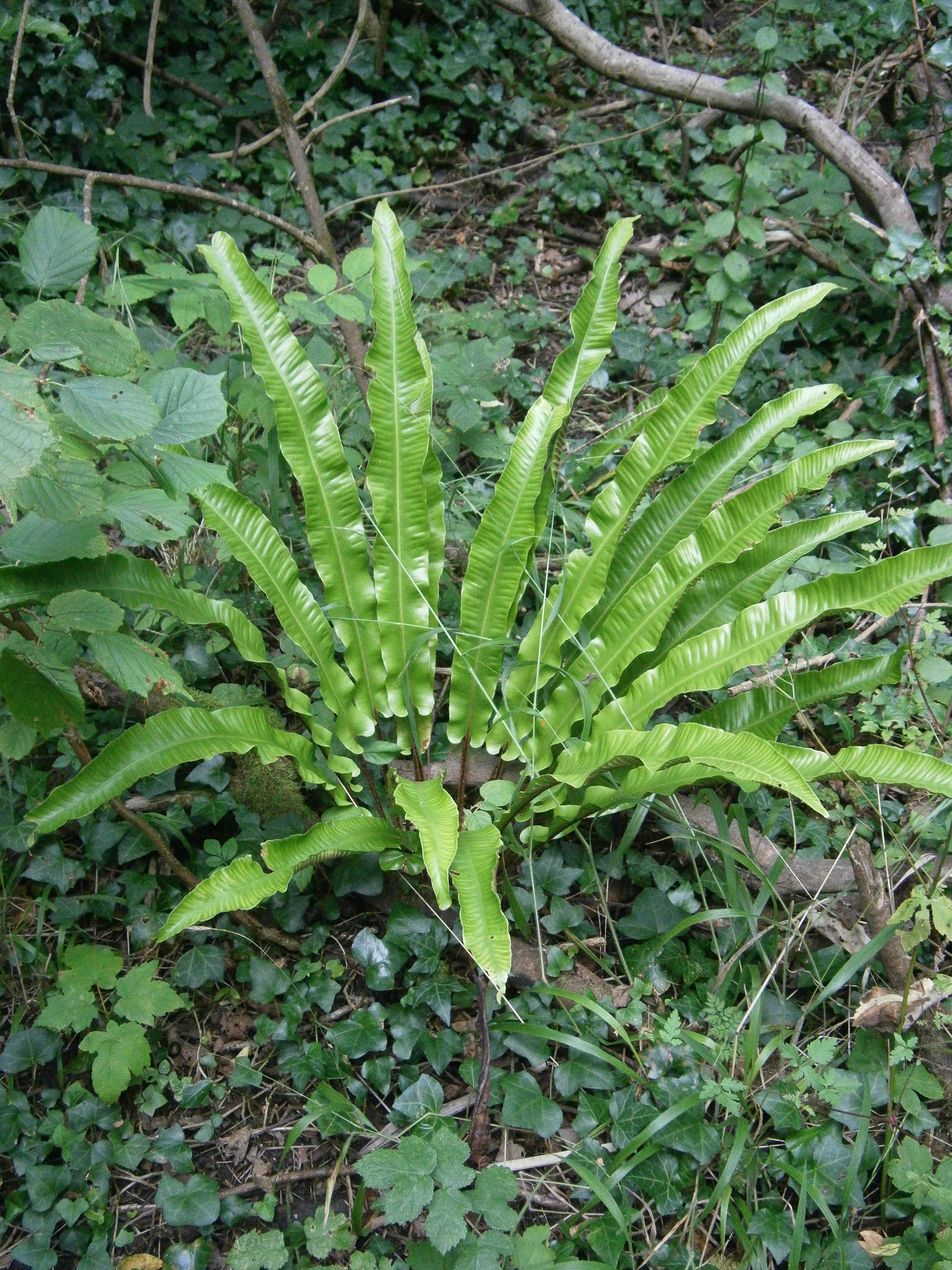
Pokrój.

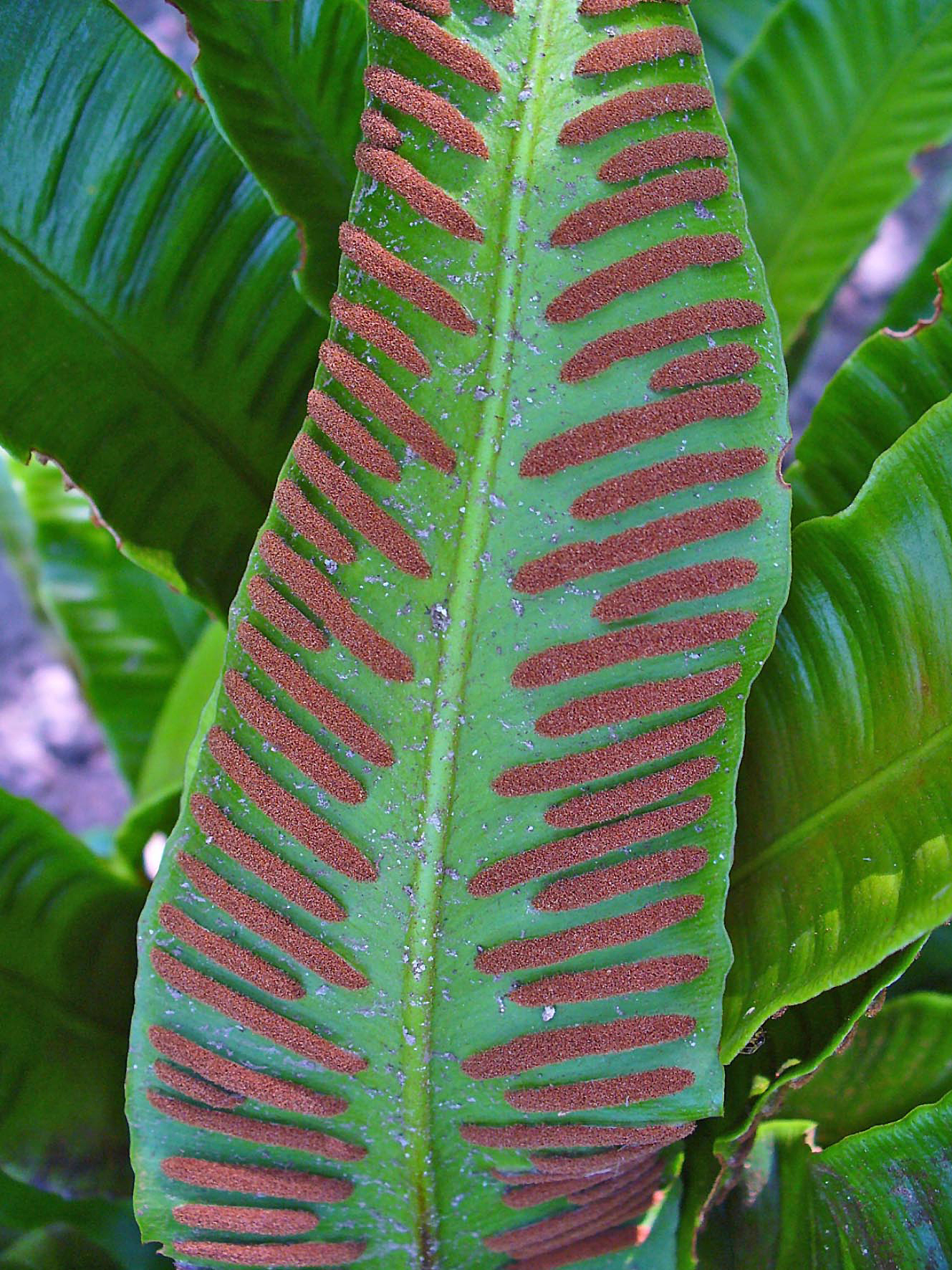
Liść od spodu z kupkami zarodni

LiścieDuże (15–60 cm długości i 3,5–6 cm szerokości), językowate, niepodzielone liście, co jest wyjątkiem wśród paproci. Są zimotrwałe, mają sercowatą nasadę i zaostrzony koniec, a ich brunatny ogonek pokryty jest łuskami. Wyrastające bezpośrednio z kłącza liście tworzą pióropusz. Brak oddzielnych liści zarodnionośnych.
ZarodnieWyrastają na górnej części środkowych liści płonnych, które w okresie zarodnikowania przekształcają się w liście zarodnionośne. Kupki zarodni na spodniej stronie liści, w młodości otoczone zawijką. Mają długość 1–2,5 cm i wyrastają liniowo w równoległych szeregach.
KłączePodnoszące się, krótkie, o grubości ok. 0,5 cm i pokryte brunatnymi łuskami.

## Biologia
Bylina. Jasnobrunatne zarodniki dojrzewają od lipca do września, kiełkują po ok. 30 dniach.

## Ekologia
Roślina rośnie w cienistych, wilgotnych lasach, na skałach, zwłaszcza wapiennych, w żlebach. Szczególnie preferuje kamieniste, północne lub północno-wschodnie zbocza, głównie w reglu dolnym. Hemikryptofit. Występuje przeważnie w populacjach liczących do kilkudziesięciu osobników. W klasyfikacji zbiorowisk roślinnych gatunek charakterystyczny dla All. Tilio platyphylli-Acerion pseudoplatani, Ass. Phyllitido-Aceretum.

## Zagrożenia i ochrona
Roślina objęta w Polsce ścisłą ochroną gatunkową od 1957 roku. 
W opracowaniu Czerwona lista roślin i grzybów Polski jest umieszczony w grupie gatunków wymierających, krytycznie zagrożonych na izolowanych stanowiskach poza głównym obszarem swojego występowania (kategoria zagrożenia [E]). Zagrożony jest przez wykopywanie i przesadzanie do ogrodów i na cmentarze.

## Zastosowanie
Roślina ozdobna – ze względu na swoje piękne liście bywa uprawiany jako roślina ozdobna. Najlepiej rozmnażać go przez podział, typowy gatunek można rozmnażać również przez zarodniki, nie należy tego robić z odmianami ozdobnymi, gdyż zarodniki nie zachowują cech organizmu macierzystego. Wymaga półcienistego lub cienistego miejsca o stałej wilgotności i próchnicznej gleby. Może być uprawiany w domu, jako roślina doniczkowa, wymaga wtedy wstawienia doniczki do większego pojemnika z wilgotnym torfem i stałego nawilżania. Od maja do września należy umiarkowanie nawozić. 